# 이형두
이형두(李亨斗, 1980년 5월 11일 ~ )는 대한민국의 전 국가대표 배구 선수이다. 현재는 실업팀인 부산광역시 체육회에서 뛰고 있다. 경기대학교를 졸업하고 대전 삼성화재 블루팡스에 입단하였으나, 당시 신진식, 석진욱이 건재하고 있어 출전할 기회가 많지 않았다. 하지만 각 프로팀을 대표하는 레프트 공격수들과 어깨를 나란히 했다. 이형두는 2002 현대카드 슈퍼 '세미 프로 리그에서 대학부 공격상을 차지하는 등 자타가 인정하는 대학 최고의 공격수였다. 국내 프로 무대에서도 자타가 인정하는 최고의 스타성을 가진 선수로 경기의 흐름을 단숨에 바꿔놓는 파이팅과 쇼맨십, 실력을 두루 갖춰 좋아하는 팬들이 많았다. 배구판에 '얼짱' 바람을 몰아가며 '꽃미남 스파이커로' 인기몰이를 했던 선수다. 실제로 이형두는 각 배구단 감독의 영입대상 1호였다. 당시 거물급의 대우를 받으며 각 배구단의 감독들이 이형두를 영입하고자 치열한 경쟁을 펼쳤다.
공격수 치고는 신장(190 cm)이 약간 작지만 탄력있는 점프와 어깨스윙 스피드가 빨라 볼의 가격타점이 좋은 ' 활화산 스파이크' 로 공격스타일이 '갈색 폭격기' 신진식을 닮아 파괴력을 인정받는 선수다. 부산 양정초등학교 4학년 때 배구에 입문한 이형두는 지난 99년 테헤란에서 열린 아시아청소년대회 때 세계아시아 선수들 사이에서도 단연 뛰어난 실력으로 한국 대표선수 중 유일하게 공격부문 최고 성공률 2위를 기록하는 등 ' 차세대 공격수'로서 이미 인정받았다.

## 출신 학교
- 동래중학교
- 부산동성고등학교
- 경기대학교

## 선수 경력
이형두는 동래중학교, 부산동성고등학교를 거쳐 경기대학교에 입학하여 2002년 두 차례의 준우승에 기여하였다. 경기대학교에서의 활약으로 그는 당시 실업팀 삼성화재에 입단하였다. 2005년 프로 원년, 그는 신진식, 석진욱 등을 밀어내고 붙박이 주전으로 활약하며 폭발적인 강스파이크를 코트에 내리꽂았다. 빠른 스피드를 이용한 공격력으로 2003년부터 5년간 국가대표를 지내며 성공가도를 달렸다. '꽃미남'으로 한창 인기몰이를 주도하던 그는 KT&G 2005~2006 V-리그가 끝난 후 2006년 여름 뜻밖의 교통사고를 당해 경추부상으로 이어져 선수생명이 끝날 위기에 처하게 되었다. 수술 후 휴가를 반납한 채 재활에만 매진을 하여 기나긴 재활의 시간을 보냈다. 다행이 코트로 복귀를 했지만 완벽히 회복하지 않아 교통사고 나기전에 제2의 신진식으로 활약했던 만큼의 기량은 보기 힘들어 팬들을 안타깝게 했다.
공백 1년 6개월 만에 배구판에 복귀한 이형두는 돌아온 해결사로 삼성화재 우승에 한 몫했지만 2007년에 신진식이 은퇴하였으나, 그 자리에 석진욱이 건재하고, 백업 선수였던 손재홍이 삼성화재의 주전으로 자리잡아 있었다. 여기에 안젤코 추크, 가빈 슈미트로 이어지는 외국인 선수 때문에 그가 경기에 출전할 기회가 줄어들어 시즌이 끝나고 은퇴를 선언하기도 했다. 하지만 신치용 대전 삼성화재 블루팡스 감독의 설득으로 코트로 돌아왔다. NH농협 2009~2010 V-리그가 끝난 후 대전 삼성화재 블루팡스에서 천안 현대캐피탈 스카이워커스로의 이적을 원하여 이적이 성사되었다. 또한 2010~2011년 V-리그에서 현대캐피탈이 순위가 3위로 하락하게 되어 감독이였던 김호철 감독이 지휘봉을 놓게 되고, 신임 하종화 감독으로 선임이 되면서 김호철 감독의 부재로 인해 이형두는 은퇴를 하게 되었다. 프로 은퇴 이후 실업팀인 부산광역시체육회에 입단하였다.

## 수상 경력 및 기록
- 2002년 슈퍼리그 서브상, 공격상
- 2005년 KT&G 2005 V리그 올스타 MVP
- 2005년 서브킹과 MVP를 최초 동시 석권
- 2005년 올스타전 '스파이크 서브 콘테스트'에서 시속 116km의 광속 서브 국내 최고 기록 경신
- 프로배구 시즌 4연속 서브 에이스 신기록 보유
- 2012년 국가대표 은퇴선수 상